# Більський повіт (Люблінське воєводство)
Більський повіт (пол. Powiat bialski) — один з 20 земських повітів Люблінського воєводства Польщі.
Утворений 1 січня 1999 року в результаті адміністративної реформи.

## Загальні дані
Повіт розміщується в північно-східній частині воєводства.
Адміністративний центр — місто Біла (має статус міста на правах повіту, до складу повіту не входить).
Станом на 1.01.2008 населення становить 113 511 осіб, площа 2754,26 км².

## Демографія
Демографічні дані повіту станом на 30.06.2005:
|       | Всього  | Всього | Жінки  | Жінки | Чоловіки | Чоловіки |
| ----- | ------- | ------ | ------ | ----- | -------- | -------- |
|       | осіб    | %      | осіб   | %     | осіб     | %        |
| Повіт | 114 227 | 100    | 57 765 | 50,6  | 56 462   | 49,4     |
| Міста | 23 255  | 100    | 11 987 | 51,5  | 11 268   | 48,5     |
| Села  | 90 972  | 100    | 45 778 | 50,3  | 45 194   | 49,7     |

## Історія
Після окупації поляками та вимушеної евакуації української адміністрації (2 грудня 1918 р.) відновлений колишній Більський повіт Седлецької губернії у межах до 1912 р. (до приєднання територій з переважним українським населенням до новоутвореної Холмської губернії). 14 серпня 1919 року повіт включений до новоутвореного Люблінського воєводства.
За офіційним переписом населення Польщі 10 вересня 1921 року населення повіту становило 59 520 осіб (28 364 чоловіків та 31 156 жінок), налічувалося 8973 будинків. Розподіл за релігією: 37 239 римо-католиків (62,57 %), 11 550 юдеїв (19,41 %), 9551 православний (16,05 %), 938 греко-католиків (1,58 %), 226 євангельських християн, 12 осіб іншого віросповідання та 4 нерелігійних. Розподіл за національністю: 48 840 поляків (82,06 %), 8811 євреїв (14,80 %), 1608 українців (2,70 %), 251 особа інших національностей (0,42 %).
1 січня 1923 р. з повіту вилучена ґміна (волость) Славатичі, яка була приєднана до Володавського повіту.
1 квітня 1923 р. ґміну Свори вилучено з Константиновського повіту і включено до Більського.
5 січня 1926 р. ґміна Любенка поділена на ґміни Гуща і Дубув, до якої приєднана вилучена зі ґміни Свори колонія Грабарка зі сворським лісом.
1 квітня 1927 р. село Юсаки передане з ґміни Гуща до ґміни Ломази.
1 квітня 1928 р. передані місту Біла Підляська частини територій з ґмін Ситник (фільварок Старий Славатинок з ділянками казарм піхоти і артилерії, шпиталем Св. Кароля Боромеуша і територією Радивилівського замку, урочища Колихава і Клин) і Сидорки (ділянки Софіїн ліс і Відпадки), а також село Виски передане з ґміни Костевичі до ґміни Гуща.
1 квітня 1931 р. село Ромашки передане з ґміни Вишничі Володавського повіту до ґміни Россош Більського повіту.
За офіційним переписом населення Польщі 10 вересня 1931 року у повіті налічувалося 2129 україномовних при 18 192 православних, 523 греко-католиків та 12 уніятів.
1 квітня 1932 р. Константиновський повіт ліквідований, а ґміни Богукали, Головчице, Павлув, Рокітно, Вітулін, Заканалє і Янув Подляскі приєднані до Більського повіту.
Розпорядженням міністра внутрішніх справ 13 листопада 1933 р. частина села Смольне П'яте передане з ґміни Свори до ґміни Ситник.
Розпорядженням Ради Міністрів 28 листопада 1933 р. частина Берестейської фортеці (аеродромний острів) передана з ґміни Кобиляни Більський повіту Люблінського воєводства до міста Берестя Берестейського повіту Поліського воєводства.
Розпорядженням Ради Міністрів 28 листопада 1933 р. село Смольні Печі передане з ґміни Жеротин Радинського повіту до ґміни Ситник Більський повіту.
За німецьким переписом 1940 року населення Більського повіту становало 150 025 осіб, з них 113 562 поляків, 16 106 українців, 15 234 євреїв, 3411 «русинів», 1038 німців (960 «фольксдойче» і 78 «райхсдойче»), 395 білорусів і 379 інших. Розподіл за релігією був таким: 111 820 римо-католиків, 21 435 православних, 15 253 юдеїв, 804 євангельських християн, 534 греко-католиків і 181 інших. Німецький перепис 1 березня 1943 року показав такий розподіл за національністю: 119 609 поляків, 17 749 українців і 495 білорусів.
Під час Другої світової війни у повіті діяли українські школи. Проте внаслідок грабежів, терору та залякування поляками українських діячів і населення, кількість учнів таких шкіл у 1942 році знизилася з 15 000 до 6000 дітей, багато українців були змушені ходити в польські школи.
За польськими даними, складеними вже 1947 року, одразу після звільнення краю від німецьких військ (тобто в 1944—1946 роках) в повіті проживало 11 624 українців. За радянськими даними, у 1945 році у Більському повіті налічувалося 5592 українців (1398 родин), які підлягали виселенню до УРСР відповідно до договору про польсько-український обмін населенням між СРСР і ПНР від 9 вересня 1944 року. Усі вони (5592 особи) були депортовані до України до 1 листопада 1945 року.
Втім, як пізніше з'ясувалося багатьом українцям вдалося уникнути переселення, тому в 1947 році польська комуністична влада почала готувати вже нову депортацію, відому як операція «Вісла». Точна кількість наявного та переселено українського населення в різних звітах подається порізно. За польськими підрахунками станом на 9 червня 1947 року в повіті налічувалося 8997 українців і членів змішаних родин (загалом 3402 родини), які підлягали виселенню. За різними польськими даними, протягом операції «Вісла» з Більського повіту в північно-західні воєводства виселено від 6,7 тис. до 9,3 тис. осіб. За звітом від 1 вересня 1947 році в повіті залишалося 1122 українців.